# 丽江溲疏
丽江溲疏（学名：Deutzia glomeruliflora var. lichiangensis）为虎耳草科溲疏属下的一个变种。

## 扩展阅读
- 維基物種上的相關：丽江溲疏